# أوك كبير
الأوك الكبير أو البطريق الكبير (بالإنجليزية:  Pinguinus impennis)‏ هو طير انقرض في منتصف القرن التاسع عشرِ. كان النوع الوحيد في الجنس مجموعة التي تضمّنت عدّة أوك كبير لا يطير من الأطلسي وناضل للبقاء حتى الأزمنة الحديثة. كان معروف كذلك بـ Garefowl.

## أماكن تواجده
الأوك العظيم وجد بأعداد عظيمة على جزرِ شرق كندا وجرينلند وآيسلندا، والنرويج وأيرلندا وبريطانيا العظمى، قبل أن تطارد وتؤول إلى الانقراض. البقايا وجدت في Floridian middens .